# Котаршин
Котаршин (пол. Kotarszyn) — село в Польщі, у гміні Васнюв Островецького повіту Свентокшиського воєводства.
Населення — 261 особа (2011).
У 1975-1998 роках село належало до Келецького воєводства.

## Демографія
Демографічна структура на день 31 березня 2011 року:
|          | Загалом | Допрацездатний вік | Працездатний вік | Постпрацездатний вік |
| -------- | ------- | ------------------ | ---------------- | -------------------- |
| Чоловіки | 130     | 34                 | 80               | 16                   |
| Жінки    | 131     | 28                 | 70               | 33                   |
| Разом    | 261     | 62                 | 150              | 49                   |